# 南通市第二人民医院
南通市第二人民医院，是中华人民共和国江苏省的一所医院，为二级甲等医院，位于南通市唐闸兴隆街43号。

## 规模
南通市第二人民医院总床位320张，日门诊量411人次。